# John Boccabella
John Dominic Boccabella (né le 29 juin 1941 à San Francisco, Californie, États-Unis) est un ancien joueur américain de baseball. Il a joué dans les Ligues majeures de 1963 à 1974, surtout comme receveur et joueur de premier but, pour trois équipes, dont les Cubs de Chicago et les Expos de Montréal.

## Carrière
John Boccabella est signé comme agent libre par les Cubs de Chicago en 1963 et s'aligne avec cette équipe durant six saisons au cours desquelles il est surtout employé comme joueur d'utilité. Il évolue aux postes de receveur, de joueur de premier but et parfois au champ extérieur. C'est en 1966 qu'il apparaît dans le plus grand nombre de matchs avec Chicago, soit 75, et il produit 25 points.
En 1969, Boccabella fait partie de la formation originale des Expos de Montréal, qui jouent la première saison de leur histoire. À Montréal, il est également employé comme substitut. Cependant, il participe à 118 parties en 1973, un sommet pour lui.
Il joue sa dernière saison en 1974 avec les Giants de San Francisco.
En 551 parties dans le baseball majeur, John Boccabella a frappé dans une moyenne au bâton de ,219 avec 320 coups sûrs, 117 points marqués, 148 points produits et 26 coups de circuit. Les fans de baseball se souviennent souvent de lui pour la façon amusante qu'avaient les annonceurs de prononcer son nom de famille en détachant chaque syllabe, tant à Chicago qu'au Parc Jarry de Montréal.